# تتا توکان
تتا توکان یک ستاره است که در صورت فلکی توکان قرار دارد.